# Kiix-in

Kiix-in (Kiixʔin en langue nuuchahnulth, dénommée Keeshan avant le 01/04/2011), était le principal village du peuple Nuu-chah-nulth (ou Nootkas) sur la côte ouest du Canada en Colombie-Britannique.
C'est un Lieu historique national du Canada qui a été abandonné depuis les années 1880.